# Keren Hayesod
Il Keren Hayesod (קרן היסוד) è il fondo nazionale di costruzione d'Israele e la centrale finanziaria del movimento sionista mondiale, come dell'Agenzia ebraica.

## Storia
Venne fondato nel 1920 a Londra dal comitato sionista, e si costituì come società britannica nel 1921. Con la fondazione dello stato di Israele, il Keren Hayesod finanziò il rientro e l'integrazione in Palestina di molti ebrei, la costruzione di nuovi centri e tutta una serie di infrastrutture come la compagnia nazionale di elettricità, le fabbriche di estrazione del Mar Morto, la compagnia aerea El-Al e la società navale nazionale ZIM.
Fino al 1948 raccolse centoquarantatré milioni di dollari, che permisero di sostenere questo grande sforzo di costituzione dello stato di Israele. Questi fondi furono in gran parte raccolti presso le varie diaspore ebraiche nel mondo.
L'organizzazione è attiva in sessanta paesi e finanzia i lavori della Agenzia Ebraica. Oggi la conduzione è affidata a un comitato che ha sede a Gerusalemme.